# Ubiratan Teixeira
Ubiratan Pereira Teixeira (São Luís, 14 de outubro de 1931 - 15 de junho de 2014) foi um jornalista e escritor brasileiro. Ocupava a cadeira nº 36 da Academia Maranhense de Letras desde 1978.   Publicou ao todo 14 livros, dentre eles, "Pequeno dicionário de teatro" e "Labirinto". Também foi cronista semanal do jornal O Estado do Maranhão. Morreu em 15 de junho de 2014, em decorrência de um câncer de estômago. 

## Obras[3]
- Pequeno dicionário de teatro (1970)
- Sol dos navegantes (1975)
- Educação artística para o 1° grau (1975)
- Histórias de amar e morrer (1978)
- Vela ao crucificado (1979)
- Caminho sem tempo (1980)
- O banquete (1986)
- Bento e o boi (1987)
- Búli-búli (1992)
- Pessoas (1998)
- A ilha (1998)
- Labirinto (2009)